# Sant Miquel Arcàngel (la Pobla Tornesa)
L'Església Parroquial de Sant Miquel Arcàngel, situada en el carrer d'Enmig, de La Pobla Tornesa, a la comarca de la Plana Alta, és un edifici catalogat, de manera genèrica, com Bé de Rellevància Local, segons la Disposició Addicional Cinquena de la Llei 5/2007, de 9 de febrer, de la Generalitat, de modificació de la Llei 4/1998, d'11 de juny, del Patrimoni Cultural Valencià (DOCV Núm. 5.449 / 13/02/2007), amb codi: 12.05.094-001.
Aquesta església, que es troba en el Camí de Sant Jaume, en la ramificació de Castelló a Santiago de Compostel·la, pertany al Bisbat de Sogorb-Castelló.
El temple es va començar a construir l'any 1734. Es tracta d'un edifici d'una sola nau i capelles laterals que es dissimulen entre els contraforts. La coberta interna és en forma de volta de canó, que presenta, com a forma d'il·luminar l'interior, llunetes en els laterals. Del seu interior cal destacar el retaule de l'altar Major, obra del pintor Amat Bellés Roig, autor també de la taula del Baptisteri i de la taula de San Miguel. Externament és un edifici senzill de fàbrica de carreu, amb una façana en la qual destaca la presència d'una torre campanar en el lateral esquerre, amb tres cossos; el primer forma part de la mateixa façana de l'església, el segon és utilitzat per col·locar un rellotge i el tercer és el cos de les campanes. L'accés al temple es realitza a través d'una portada en forma d'arc de mig punt, elevada per unes poques graderies, amb atri rematat en un senzill ràfec, en l'eix del qual de simetria s'obre una fornícula amb la imatge del Sant a qui està dedicat el temple. Com a únic adorn més de la façana es pot observar una finestra rectangular sobre la fornícula i una rematada en un ample hastial.